# Кузьминское (Великоустюгский район)
Кузьминское — деревня в Великоустюгском районе Вологодской области.
Входит в состав Парфёновского сельского поселения, с точки зрения административно-территориального деления — в Парфёновский сельсовет.
Расстояние по автодороге до районного центра Великого Устюга — 29,5 км, до центра муниципального образования Карасово — 18 км. Ближайшие населённые пункты — Конково, Горяево, Демидово.
По переписи 2002 года население — 4 человека.